# Pro12 2016/17
Pro 12 2016/17 bezeichnet die 16. Saison der internationalen Rugby-Union-Meisterschaft Pro12 (aus Sponsoringgründen auch Guinness Pro 12 genannt). Sie umfasste 22 Spieltage (je eine Vor- und Rückrunde) und begann am 2. September 2016. Beteiligt waren je vier Teams aus Irland und Wales sowie je zwei Teams aus Italien und Schottland. Die vier am besten platzierten Mannschaften qualifizierten sich für zwei Halbfinals, die Halbfinalsieger spielten um die Teilnahme am Finale, das am 27. Mai 2017 stattfand. Titelverteidiger war das irische Team Connacht Rugby.

## Tabelle
M = Letztjähriger Meister
|     | Team                   | Spiele | Siege | Unent. | Ndlg. | Spiel- punkte | Diff. | Bonus- punkte | Tabellen- punkte |
| --- | ---------------------- | ------ | ----- | ------ | ----- | ------------- | ----- | ------------- | ---------------- |
| 01. | Munster Rugby          | 22     | 19    | 0      | 3     | 602:316       | + 286 | 10            | 86               |
| 02. | Leinster Rugby         | 22     | 18    | 0      | 4     | 674:390       | + 284 | 13            | 85               |
| 03. | Scarlets               | 22     | 17    | 0      | 5     | 537:359       | + 178 | 9             | 77               |
| 04. | Ospreys                | 22     | 14    | 0      | 8     | 556:360       | + 196 | 13            | 69               |
| 05. | Ulster Rugby           | 22     | 14    | 1      | 7     | 521:371       | + 150 | 10            | 68               |
| 06. | Glasgow Warriors       | 22     | 11    | 0      | 11    | 540:464       | + 76  | 14            | 58               |
| 07. | Cardiff Blues          | 22     | 11    | 1      | 10    | 508:498       | + 10  | 7             | 53               |
| 08. | Connacht Rugby (M)     | 22     | 9     | 0      | 13    | 413:498       | − 85  | 8             | 44               |
| 09. | Edinburgh Rugby        | 22     | 6     | 0      | 16    | 400:491       | − 91  | 7             | 31               |
| 10. | Benetton Rugby Treviso | 22     | 5     | 0      | 17    | 316:664       | − 348 | 3             | 23               |
| 11. | Newport Gwent Dragons  | 22     | 4     | 0      | 18    | 368:569       | − 201 | 7             | 23               |
| 12. | Zebre                  | 22     | 3     | 0      | 19    | 318:773       | − 455 | 7             | 19               |

Die Punkte werden wie folgt verteilt:
- 4 Punkte bei einem Sieg
- 2 Punkte bei einem Unentschieden
- 0 Punkte bei einer Niederlage (vor möglichen Bonuspunkten)
- 1 Bonuspunkt für vier oder mehr Versuche, unabhängig vom Endstand
- 1 Bonuspunkt bei einer Niederlage mit sieben oder weniger Punkten Unterschied

## Playoffs
Halbfinale
| 19. Mai 2017 19:45 WESZ | Leinster Rugby                                                                                      | 15 : 27         | Scarlets | RDS Arena, Dublin Zuschauer: 15.861 Schiedsrichter: Marius Mitrea (Italien) |
| 19. Mai 2017 19:45 WESZ | Versuche: Ringrose 23. erh. Conan 63. n.erh. Erhöhungen: Nacewa (1/2) Straftritte: Nacewa (1/1) 19. | (10:21) Bericht | Versuche: S. Evans 8. erh. Shingler 25. erh. G. Davies 29. erh. Erhöhungen: Patchell (3/3) Straftritte: L. Williams (2/2) 69., 79. | RDS Arena, Dublin Zuschauer: 15.861 Schiedsrichter: Marius Mitrea (Italien) |

| 20. Mai 2017 18:15 WESZ | Munster Rugby | 23 : 3        | Ospreys                      | Thomond Park, Limerick Zuschauer: 18.332 Schiedsrichter: Luke Pearce (England) |
| 20. Mai 2017 18:15 WESZ | Versuche: Saili 26. n.erh. Zebo 61. erh. Conway 75. n.erh. Erhöhungen: Bleyendaal (1/3) Straftritte: Bleyendaal (2/2) 67., 41.+3' | (8:3) Bericht | Straftritte: Biggar (1/2) 8. | Thomond Park, Limerick Zuschauer: 18.332 Schiedsrichter: Luke Pearce (England) |

Finale
| 27. Mai 2017 18:15 MESZ | Munster Rugby | 22 : 46         | Scarlets | Aviva Stadium, Dublin Zuschauer: 44.558 Schiedsrichter: Nigel Owens (Wales) |
| 27. Mai 2017 18:15 MESZ | Versuche: Bleyendaal 40. erh. Conway 75. n.erh. Earls 78. erh. Erhöhungen: Bleyendaal (1/1) Keatley (1/2) Straftritte: Bleyendaal (1/1) 7. | (10:29) Bericht | Versuche: L. Williams 9. n.erh. S. Evans 20. erh. G. Davies 27. erh. Beirne 31. erh. van der Merwe 70. erh. Ja. Davies 80. erh. Erhöhungen: Patchell (3/4) L. Williams (2/2) Straftritte: Patchell (2/2) 19., 45. | Aviva Stadium, Dublin Zuschauer: 44.558 Schiedsrichter: Nigel Owens (Wales) |

## Statistik
Meiste erzielte Versuche
|    | Name            | Versuche | Team          |
| -- | --------------- | -------- | ------------- |
| 1. | Steffan Evans   | 13       | Scarlets      |
| 2. | Andrew Conway   | 9        | Munster Rugby |
|    | Ronan O’Mahony  | 9        | Munster Rugby |
|    | Jacob Stockdale | 9        | Ulster Rugby  |

Meiste erzielte Punkte
|    | Name             | Punkte | Versuche | Erhöhungen | Penalties | Dropkicks | Team                  |
| -- | ---------------- | ------ | -------- | ---------- | --------- | --------- | --------------------- |
| 1. | Rhys Patchell    | 145    | 2        | 36         | 20        | 1         | Scarlets              |
| 2. | Tyler Bleyendaal | 144    | 1        | 47         | 15        | 0         | Munster Rugby         |
| 3. | Angus O’Brien    | 131    | 1        | 18         | 27        | 3         | Newport Gwent Dragons |
| 4. | Steven Shingler  | 128    | 3        | 25         | 21        | 0         | Cardiff Blues         |
| 5. | Duncan Weir      | 116    | 1        | 15         | 27        | 0         | Edinburgh Rugby       |